# Bazeilles
Bazeilles é uma comuna francesa na região administrativa de Grande Leste, no departamento Ardenas. Estende-se por uma área de 36,14 km². Em 2010 a comuna tinha 2 629 habitantes (densidade: 72,7 hab./km²). Em 1 de janeiro de 2017, as antigas comunas de Rubécourt-et-Lamécourt e Villers-Cernay foram fundidas com Bazeilles.